# Lars Hirschfeld
Lars Justin Hirschfeld (Edmonton, 17 ottobre 1978) è un ex calciatore canadese, di ruolo portiere.

## Carriera

### Club
Hirschfeld inizia la carriera da professionista negli Edmonton Drillers come giocatore di indoor soccer. Gioca successivamente nell'Energie Cottbus in Germania, Calgary Storm e Vancouver Whitecaps. Nel 2002, dopo la CONCACAF Gold Cup 2002, il Tottenham si interessa al giocatore, e Hirschfeld passa al club inglese nell'estate stessa.
Starà, però, poco tempo nella prima squadra del Tottenham, che lo manda in prestito prima al Luton Town, poi al Gillingham F.C. e successivamente al Dundee Utd. Visti i continui prestiti decide di trasferirsi e, nel gennaio 2005, passa al Leicester City, ma alla fine dell'anno Hirschfeld avrà collezionato una sola presenza.
Hirschfeld cambia quindi nuovamente squadra e passa ai norvegesi del Tromsø I.L.. Hirschfeld diventa un giocatore importante per la squadra, soprattutto nelle partite di Coppa UEFA contro l'Esbjerg fB e il Galatasaray, partite entrambe vinte dal Tromsø I.L.
La stagione successiva, Hirschfeld vince la Tippeligaen 2005 con il Rosenborg. Rimarrà al Rosenborg fino al 2008, quando passerà al CFR Cluj, dove rimarrà per una sola stagione, prima di tornare all'Energie Cottbus.
Il 15 gennaio 2010, è tornato in Norvegia, firmando un contratto con il Vålerenga. Il 5 ottobre 2012, ha rinnovato il suo contratto per altre stagioni. Il 30 ottobre 2015, il Vålerenga ha reso noto che Hirschfeld avrebbe lasciato la squadra a fine stagione, in scadenza di contratto.
Il 21 gennaio 2016, il KFUM Oslo – neopromosso in 1. divisjon – ha annunciato d'aver ingaggiato Hirschfeld, che ha firmato un contratto annuale con il nuovo club.

### Nazionale
Hirschfeld, a partire dal 2000, ha collezionato 48 presenze con la maglia della Nazionale Canadese, partecipando anche alla CONCACAF Gold Cup 2002, nella quale è stato dichiarato miglior portiere del torneo, subendo quattro gol in cinque partite giocate. La squadra sarà eliminata in semifinale dagli Stati Uniti.

## Palmarès

### Calcio

#### Club
- Campionato norvegese: 1

Rosenborg: 2006
- Campionato rumeno: 1

CFR Cluj: 2008

#### Individuale
- Miglior portiere della CONCACAF Gold Cup: 1

2002